# 噪点

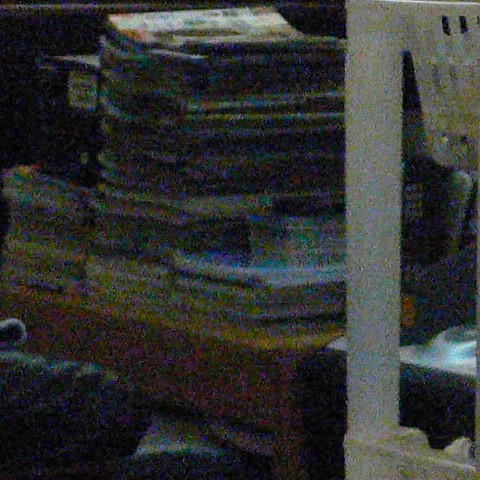
在數碼相機的圖像中清晰可見的噪聲

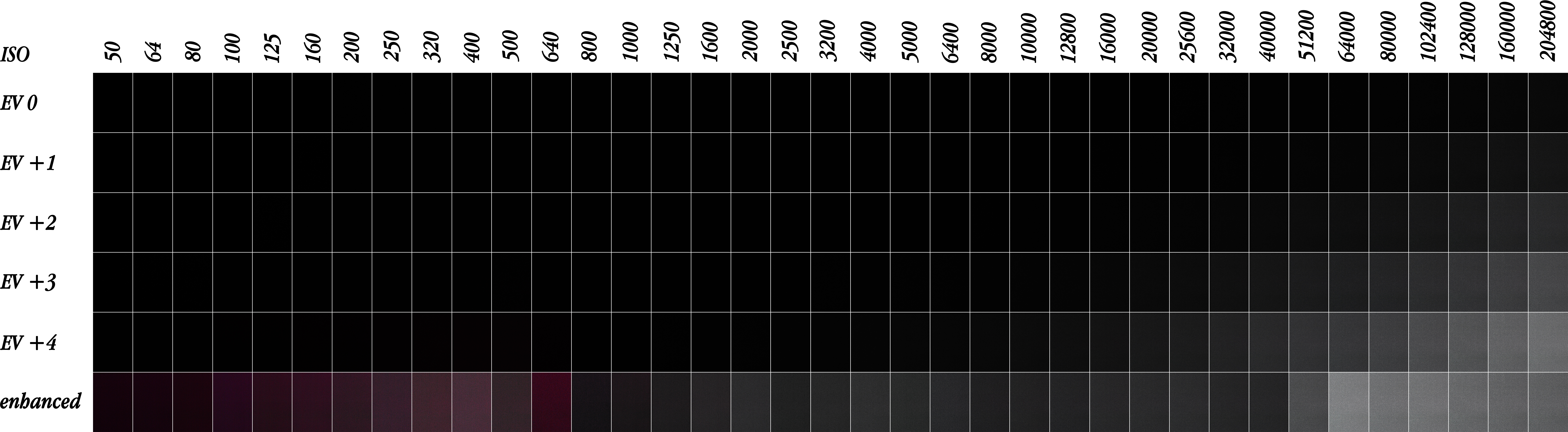
ISO 50-204800 (Sony Alpha 9 II)

图像噪声（image noise）是图像中一种亮度或颜色信息的随机变化(被拍摄物体本身并没有)，通常是电子噪声的表现。它一般是由扫描仪或数码相机的传感器和电路产生的，也可能是受胶片颗粒或者理想光电探测器中不可避免的散粒噪声影响产生的。图像噪声是图像拍摄过程中不希望存在的副产品，给图像带来了错误和额外的信息。
图像噪声的强度范围可以从具有良好光照条件的数字图片中难以察觉的微小的噪点，到光学天文学或射电天文学中几乎满画幅的噪声，在这种情况下(图像中的噪声水平过高，以至于无法确定其中的目标是什么)，只能通过非常复杂的手段获取到一小部分有用信息。
|  |  |

1. ↑  
Stroebel, Leslie; Zakia, Richard D. . Focal Press. 1995: 507. ISBN 978-0-240-51417-8.